# Gentium
Gentium (en latín ‘de las personas’) es un tipo de letra con remates Unicode diseñado por Victor Gaultney. Los tipos Gentium son software libre y de código abierto, y se han publicado con la licencia abierta SIL, que permite su modificación y distribución. Gentium tiene un soporte amplio para los idiomas que usan los alfabetos latino, griego y cirílico y para el alfabeto fonético internacional (IPA). Unas variantes de Gentium Plus publicadas en noviembre de 2010 incluyen unos 5500 caracteres y características tipográficas avanzadas a través de OpenType y Graphite.

## Historia y variantes

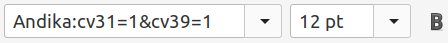
Captura de pantalla de la ventana de selección de fuentes, con las características de fuente (variantes de caracteres) cv31 y cv39 establecidas en '1'. Esta opción agrega un rizo a la parte inferior de las letras 'i' y 'l'.

### Gentium y GentiumAlt
La primera edición de Gentium incluía unos 1500 caracteres, con cobertura de casi todos los caracteres del alfabeto latino y griego. La variante GentiumAlt contiene signos disacríticos que intentan mejorar el aspecto cuando se combinan sobre un mismo carácter.
En 2003 el tipo Gentium fue premiado con el Certificate of Excellence in Type Design de la Association Typographique Internationale (ATypI) como uno de los mejores diseños de los cinco años precedentes.

### Gentium Basic
En 2007 se publicaron los tipos Gentium Basic y Gentium Book Basic, que contenían las cuatro variantes de Gentium: regular, itálica, negrita y negrita itálica.

### Gentium Plus
En 2010 se publicó una versión actualizada de los tipos romanos e itálicos llamada Gentium Plus, que incluye el conjunto completo de caracteres Latín Extendido, IPA, Griego y Cirílico. Poco después se publicó una variante llamada Gentium Plus Compact, que tiene un interletraje menor por razones estéticas. Gentium Plus y Gentium Plus Compact incluyen variantes regular e itálica de unos 5500 caracteres.
Posteriormente, los esfuerzos se han centrado en completar los pesos negrita y negrita itálica de la familia Gentium Plus, así como en el diseño de un familia "Gentium Book Plus", con un peso ligeramente mayor que será útil en los tamaños más reducidos. Esos son los tipos que están en Gentium Basic y Gentium Book Basic.